# タイトロープの女
タイトロープの女（タイトロープのおんな）は、NHK総合テレビジョン『ドラマ10』の2012年第1弾として、同年1月24日から2月28日まで、6回シリーズで放送されたテレビドラマ。NHK大阪放送局制作。大阪局・および地方局が関与する「ドラマ10」は2011年の『フェイク 京都美術事件絵巻』についで2作品目。

## あらすじ
十倉由梨は父親が愛人・恭子と再婚したことをきっかけに絶縁し、東京都にあるホテルでピアノの演奏をしていた。しかし、突然父が病気で死亡するという訃報に接した。そこで残されたのは恭子と、父が残した大阪府にあるワイヤロープの工場であった。由梨と恭子、決して血のつながりのない2人が互いに対立しあいながら、ワイヤロープ工場再建へ向けた取り組みを描いていく。
タイトロープとは、「綱渡りに使う張り縄」のことで、それから転じて危ない橋を渡ることのたとえに使われている。

## 出演

### 主要人物
- 十倉 由梨 - 池脇千鶴（少女期：後藤凪彩）

楽器演奏プロダクション「アンサンブル」でアルバイトしながらピアノ演奏者として活動を続けてきた。
- 十倉 恭子 - 高岡早紀

由梨の父・龍二の愛人で、十倉ワイヤーの社長秘書。妻の死後、後妻に入る。
- 永沢 吉行 - 小澤征悦

永沢税理士事務所税理士。十倉ワイヤーの税理顧問、遺言書の立会を務める。

### 十倉ワイヤー工業
- 十倉 龍司 - 田村亮

由梨の父親。会長、十倉ワイヤー創業者。
- 小野田 克己 - 笹野高史

社長。十倉ワイヤーを龍司と創業し、長年会社の基盤となる経理を担当してきた。会社を裏切り、ライバル会社「YAMATO ROPE」の営業部販売促進課専任部長として移籍する。
- 高木 旭 - 本田博太郎

経理担当者。
- 橋本 昌治 - 佐川満男

ワイヤー職人、工場長。
- 榊 敬一郎 - 石田卓也

ワイヤー職人として優秀だった龍司を尊敬している。
- 井上 忠久 - 蟷螂襲

当初は由梨の事業計画に反対していたが商品の素晴らしさに気づき協力する。
- 吉木 渡 - 木内義一

ワイヤー職人、出産を控えている妻がいる。
- 飯倉 敦美 - 松寺千恵美
- 市原 朋子 - 紅萬子
- 菊池 舞 - みれいゆ

### その他
- 古谷 勇人 - 姜暢雄

コンサートの企画・施工しているストリングミュージックで働いている。由梨がレストランでピアノの演奏をしているときに出会う。
- 十倉 礼子 - 押谷かおり

由梨の母親、病気で他界する。
- 斎藤 サチ - 宮田圭子

十倉家家政婦。借金返済のため十倉邸を売りに出し、住む場所が無くなった恭子に夫婦で管理人を務めるマンションを紹介する。
- 古谷 美咲 - 山路梨瀬

勇人の妻。
- 山岡 誉 - 小松利昌

大阪東西銀行、十倉ワイヤー融資担当者。経営難に陥った会社に対して、明確な再建計画を提示しなければ融資を打ち切ると警告する。
- 佐倉 喜一 - 鍋島浩

大阪東西銀行支店長。

### ゲスト

#### 第1話
- 大柴 毅 - 田村ツトム

楽器演奏プロダクション「アンサンブル」、由梨の担当者。

#### 第2話
- 清瀬 はなえ - 梅田千絵（第6話）

恭子が以前、勤めていたクラブのママ。

#### 第3話
- 村井 稔 - 後藤基治 / 園田 幸秀 - 井上学

十倉ワイヤー工業取引担当者。

#### 第5話
- 大庭 恵子 - 八田麻住（第6話）

難波物産、十倉ワイヤー工業取引担当者。
- 岡 英世 - 一木美貴子

岡和ゴム取締役社長、若手経営者ビジネス懇親会に参加する。
- 倉持 友美恵 - 杉江美生

眼鏡販売メーカー瞳美屋取締役社長、若手経営者ビジネス懇親会に参加する。

#### 第6話
- 豊島 大志 - 谷口高史

難波物産、十倉ワイヤー工業取引担当者。
- 看護師 - 宮嶋麻衣

恭子が入院した病院の看護師。

## スタッフ
- 脚本：金子ありさ
- 音楽：江藤直子
- 演出：梛川善郎、小林大児、藤並英樹
- 制作統括：海辺潔
- 美術：荒井　敬
- ＴＤ：山下　昭、江川治朗
- 撮影：岡本哲二 、石橋正和
- 照明：中村正則 、松崎隆志
- 音声：深田次郎、藤　善雄
- ＶＥ：
- 制作・著作：NHK大阪

## 主題歌
- 井手綾香「きっと、ずっと」

## サブタイトル
| 各回                                                      | 放送日        | サブタイトル         | 演出     | 視聴率 |
| --------------------------------------------------------- | ------------- | -------------------- | -------- | ------ |
| 第1回                                                     | 2012年1月24日 | 父の遺産は愛人       | 梛川善郎 | 7.2%   |
| 第2回                                                     | 2012年1月31日 | 借金は8億円          | 梛川善郎 | 4.7%   |
| 第3回                                                     | 2012年2月07日 | 思い出の値段         | 小林大児 | 4.6%   |
| 第4回                                                     | 2012年2月14日 | 憎まずにはいられない | 小林大児 | 4.4%   |
| 第5回                                                     | 2012年2月21日 | パンドラの箱         | 藤並英樹 | 4.5%   |
| 最終回                                                    | 2012年2月28日 | 切っても切れない     | 藤並英樹 | 5.7%   |
| 平均視聴率 5.2%（視聴率は関東地区・ビデオリサーチ社調べ） |               |                      |          |        |